# 4632 Udagawa
4632 Udagawa este un asteroid din centura principală, descoperit pe 17 decembrie 1987, de Takuo Kojima.